# Indra Thomas
Indra Thomas est une chanteuse d'opéra américaine, née à Atlanta le 18 novembre 1968, soprano.

## Biographie
En mai 2011, elle subit une intervention chirurgicale de gastrectomie partielle afin de lui faire perdre du poids (elle pesait près de 150 kg avant l'opération). L'intervention aboutit à une perte de poids de près de 40 kg sans modification notable de sa voix.

## Carrière artistique
Elle se produit avec de nombreux orchestres internationaux (Orchestre philharmonique de New-York, Orchestre national de Lyon, London Symphony Orchestra, Orchestre du Gewandhaus de Leipzig...) sur des scènes renommées (Metropolitan Opera, Chorégies d'Orange, Staatsoper de Vienne),.
Elle interprète une chanteuse soliste dans le film Miss Daisy et son chauffeur en 1989.